# أنطون إيفانوف غولوبوي
أنطون إيفانوفيتش إيفانوف-غولوبوي  (6 ديسمبر 1818 - 24 نوفمبر 1863) (بالروسية: Антон Иванович Иванов-Голубой) هو رسام روسي.

## مسيرته
ولد أنطون إيفانوف في قرية كوزاكوفو، بمدينة فلاديمير (غوبرنيه). منذ عام 1833، بدأ يدرس الرسم في سانت بطرسبرغ مع الأخوان تشيرنيتوف. في عام 1838 رافقهم في رحلة على نهر الفولغا. في عام 1841 تم استبداله من القنانة من قبل الأخوان تشيرنيتوف. من 1841 إلى 1849 كان متقاعدا من الأكاديمية الإمبراطورية للفنون. منذ عام 1846 أصبح يعيش في إيطاليا. توفي في روما ودُفن في مقبرة (Monte-Testacho).

## صور

بعض أعماله
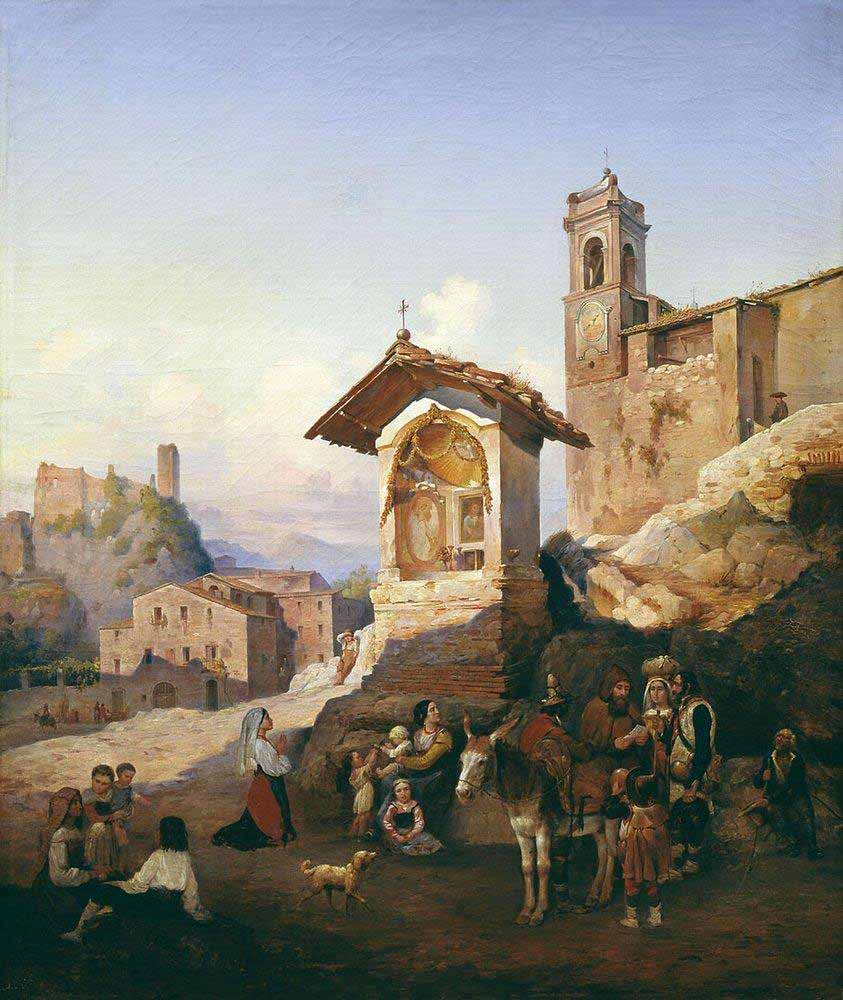
مشهد لشارع في إيطاليا (ضواحي روما)، 1852.
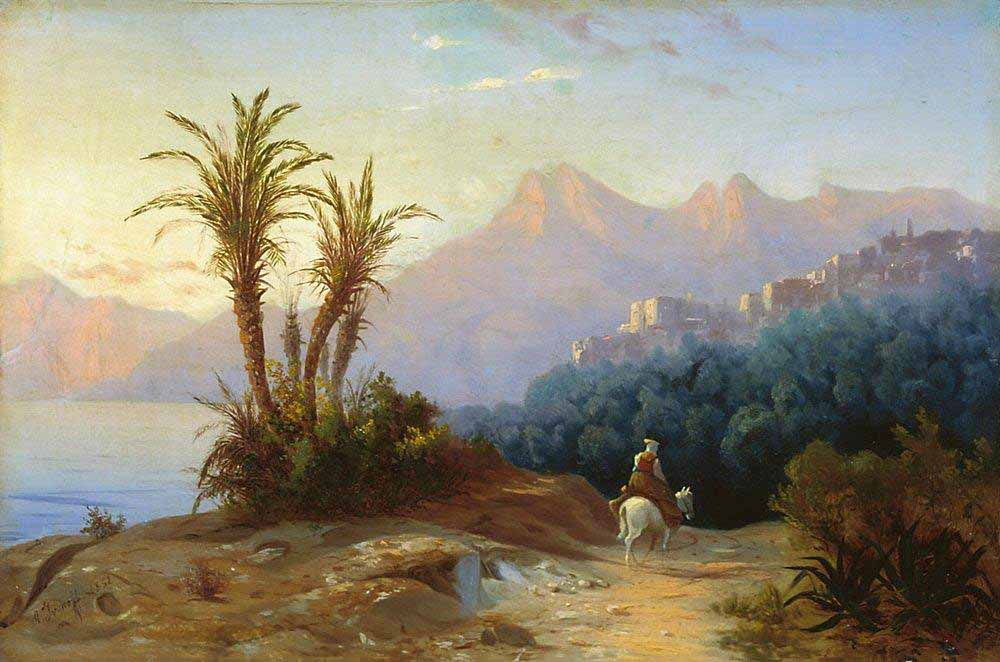
منظر طبيعي من إيطاليا، 1852.
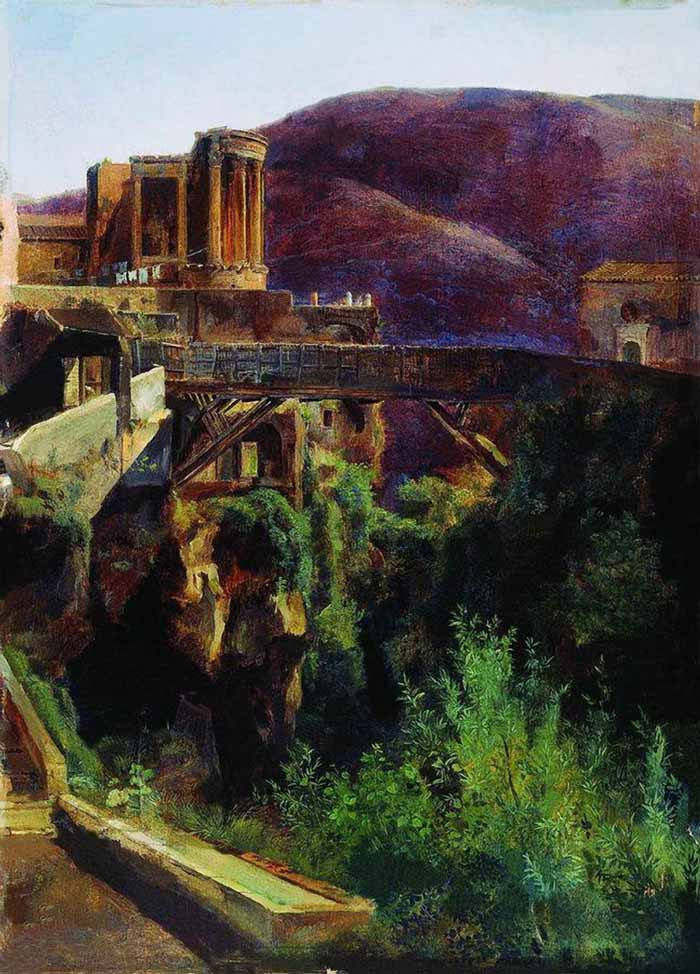
معبد فستا في مدينة تيفولي.